# صابر محمد صالح حسن
صابر محمد صالح حسن (ولد في 9 يوليو 1967) هو دراج بحريني سابق. تنافس في حدثين في دورة الألعاب الأولمبية الصيفية 1992 في برشلونة بإسبانيا.

## روابط خارجية
- صابر محمد صالح حسن على موقع أوليمبيديا (الإنجليزية)